# Довища (дем)
 Тази статия е за административната единица.  За селото вижте Довища.  
Довища (на гръцки: Δήμος Εμμανουήλ Παπά, Димос Емануил Папа) е дем в област Централна Македония на Република Гърция. Демът обхваща 17 села Източна Македония в западната част на Сярското поле, областта Дарнакохория по западните склонове на планината Сминица (Меникио). Център на дема е село Тополян.

## Селища
Дем Довища е създаден на 1 януари 2011 година след обединение на два стари административни единици – демите Довища (Емануил Папас) и Струма по закона Каликратис.

### Демова единица Довища
Според преброяването от 2001 година дем Довища има население от 11 789 души. В дема влизат следните демови секции и населени места:
- Демова секция Тополян

- село Тополян (на гръцки Χρυσό, Хрисо)

- Демова секция Везник

- село Везник (на гръцки Άγιον Πνεύμα, Агион Пневма)

- Демова секция Горна Нушка (386)

- село Горна Нушка (Μέταλλα, Метала)
- село Сокол (Συκιά, Сикия)

- Демова секция Довища

- село Довища (Εμμανουήλ Παπάς, Емануил Папас)

- Демова секция Долна Нушка

- село Долна Нушка (на гръцки Δαφνούδι, Дафнуди)

- Демова секция Сармусакли

- село Сармусакли (Πεντάπολη, Пендаполи)

- Демова секция Субашкьой

- село Субашкьой (Νέο Σούλι, Нео Сули)

- Демова секция Тумба

- село Тумба (Τούμπα)

### Демова единица Струма
Според преброяването от 2001 година дем Струма (Δήμος Στρυμώνα) има население от 8055 (2001). В дема влизат следните демови секции и населени места:
- Демова секция Кешишлък

- село Кешишлък (Νέος Σκοπός, Неос Скопос)

- Демова секция Байлик махала

- село Бейлик махала (Βαλτοτόπι, Валтотопи)

- Демова секция Вержани

- село Вержани (Ψυχικό, Психико)

- Демова секция Вернар

- село Вернар (Παραλίμνιο, Паралимнио)

- Демова секция Какара

- село Какара (Μεσοκώμη, Месокоми)

- Демова секция Нихор

- село Нихор (Νεοχώρι, Неохори)

- Демова секция Писилино

- село Петелинос (Πεθελινός)

- Демова секция Сал ага

- село Сал ага (Сали ага, Μονόβρυση, Моновриси)